# 1869 v športu
1869 v športu.

## Bejzbol
- Prvotni Cincinnati Red Stockings postane prvi povsem profesionalni bejzbolski klub, 10 igralcev vključno s trenerjem Harryjem Wrightom prejme celoletno plačo.
- Cincinnati igra na turneji od Bostona do San Francisca in konča sezono brez poraza na najmanj 57 tekmah. Na turneji jih spremlja krajevni časopisni novinar.
- Okoli ducat ostalih klubov postane profesionalnih v tem letu. Kontinentalne turneje Cincinnatija ne ustrezajo ustaljenemu postopku določanja prvaka, kar omeji verodostojnost naslova.

## Nogomet
- Odigrana je prva ameriška nogometna tekma med kolidžema Princeton in Rutgers. Čeprav gre za tekmo ameriškega nogometa, pa so pravila bližja pravilom današnjega nogometa. Rutgersi so zmagali s 6 »zadetki« proti 4.
- Ustanovljen je Kilmanrock F.C., najstarejši profesionalni nogometni klub na Škotskem.

## Golf
- Odprto prvenstvo Anglije - zmagovalec Tom Morris mlajši

## Veslanje
- Regata Oxford-Cambridge - zmagovalec Oxford

## Rojstva
- 12. maj — Carl Schuhmann, nemški atlet (†1946)
- 3. oktober — Alfred Flatow, nemški telovadec (†1942)